# Гомилевский, Василий Иеремиевич
Васи́лий Иереми́евич Гомиле́вский (20 августа 1846, Туккум, Курляндская губерния — 13 мая 1918, Петроград) — российский учёный, специалист лесного и сельского хозяйства, энциклопедист, действительный статский советник с 1907 года.

## Биография
В 1870 году окончил Петровскую земледельческую и лесную академию. В 1870 году защитил кандидатскую диссертацию, тема — укрепление и облесение летучих песков. В 1871 году Гомилевский — запасной лесничий, один из учредителей Лесного общества. В 1872 году он — младший таксатор, занимался устройством казённых лесов Подольской губернии. Позже, Гумелевский — старший таксатор Херсонской и Бессарабской губерний, младший ревизор Киевской губернии. Он был членом Императорского общества сельского хозяйства Южной России. С 1877 года Василий Иеремиевич — член Вольного экономического общества России. С 1882 по 1884 год Василий Иеремиевич был редактором журнала «Записки Императорского общества сельского хозяйства Южной России». Гомилевский был организатором научных съездов, экскурсий, выставок. В 1909 году Императорским Русским географическим обществом была создана комиссия по изучению сыпучих песков России, в ней с этого года по 1916 год работал Гомилевский, вместе с Г. Ф. Морозовым, С. Ю. Раутнером, Г. Н. Высоцким, А. В. Костяевым. В 1912 году он составил и издал «Каталог Второй всероссийской выставки семян и машин для посева, очистки и сушки зерна, устроенной Северным сельскохозяйственным обществом в С.-Петербурге при содействии Главнаго управления землеустройства и земледелия». 18 мая 1913 года на очередном заседании Лесное Общество избирает В. И. Гомилевского своим представителем на празднование 200-летнего юбилея Санкт-Петербургского ботанического сада. Гомилевский занимал должность чиновника особых поручений при главноуправляющем землеустройства и земледелия Александре Васильевиче Кривошеине. В 1916 году Василий Иеремиевич подготовил и издал в «Лесном журнале» (вып. 3-4) «Воспоминания о Петровской земледельческой и лесной академии». Гомилевский автор более 50 книг. Автор более 10000 монографий и заметок в области сельского хозяйства. Гомилевский — специалист широкого профиля, областью научных изысканий были: растениеводство, садоводство, животноводство (свиноводство, козоводство, пчеловодство, рыбоводство), лесоводство, мелиорация, садово-парковое искусство, микология, фармакогнозия, почвоведение. Гомилевский — автор около четырёх тысяч статей, связанных лесоводством; публиковал свои работы в изданиях: «Журнал заседаний Лесного общества», «Известия о деятельности Лесного общества», «Лесной журнал», в последнем вёл рубрику «Движение личного состава Корпуса лесничих». Его перу принадлежат работы о хвойных и лиственных растениях, грибах, лекарственных растениях.
Гомилевский награждён двумя орденами Святой Анны III степени и II степени и орденом Святого Владимира IV степени.

## Сочинения
- Новые приемы размножения и воспитания плодовых деревьев : (По Иелинеку) / [Василий Гомилевский]. — Курск : тип. Губ. земства, ценз. 1889. — 20 с. : ил.; 22.
- О пользе и значении лесов для сельского хозяйства / [Василий Гомилевский]. — Санкт-Петербург : тип. т-ва «Обществ. польза», [1875]. — 58 с.;
- К вопросу о предохранении древесины от преждевременной порчи и гниения / [Василий Гомилевский]. — [Санкт-Петербург] : тип. М-ва пут. сообщ. (т-ва И. Н. Кушнерев и К°), [1906]. — 34 с. : ил.; 23.
- Осенние (ранние), весенние (поздние) и зимние морозы в лесах / [Василий Гомилевский]. — [Санкт-Петербург] : тип. Спб. градоначальства, [1900]. — 15 с.;
- С Пчеловодного отдела Выставки-ярмарки Императорского Русск. общ. плодоводства, в С.-Петербурге, с 14-го по 26 окт. 1909 г. / [Василий Гомилевский]. — Санкт-Петербург : типо-лит. М. П. Фроловой, [1909]. — 9 с.;
- Техника укрепления летучих песков травянистыми растениями, в применении к защите от заноса песком полотна Астраханской железной дороги: а) негодными на корм травоядным и б) годными на корм травоядным (траворазведение) / [Василий Гомилевский]. — [Санкт-Петербург] : тип. М. П.С. (т-ва И. Н. Кушнерев и К°), [1905]. — 52 с.;
- Китайская империя с сельскохозяйственной точки зрения : Крат. очерк, сост. сообразно с событиями времени Василием Гомилевским. — Санкт-Петербург : типо-лит. С. Н. Цепова, 1901. — [4], 111 с.;
- Хмель и его разведение / [В. Гомилевский]. — Полтава : Ред. журн. «Хуторянин», 1914. — 43 с. : ил.;
- Сумах (кожевенное дерево) / [В. Гомилевский]. — [Санкт-Петербург] : тип. В. Демакова, [1895]. — 14 с.;
- Красивейшие выносливые хвойные деревья и кустарники : Подготовка почвы, посадка и уход за ними в грунте / В. Гомилевский. — Санкт-Петербург : П. П. Сойкин, 1910. — 62 с. : ил.; 21. — (Садовая библиотека; Вып. 8).
- Грецкий или волошский орех (Juglans regia L.) / В. Гомилевский. — Ростов-на-Дону : Рост. на Дону о-во садоводства, 1915. — 26 с.;
- Чёрный трюфель и дубовые леса юга России; сожительство трюфеля с дубом (симбиоз) : Искусств. разведение дуба и трюфеля в Юго-зап. крае / В. Гомилевский. — Киев : Вед. сел. хоз-ва и с.-х. пром-сти, 1903. — (2), 16 с.;
- Оздоровление русских городов путём утилизации городских нечистот для сельского хозяйства : [Докл. в заседании 20 янв. 1886 г. Спец. комис., состоящей при И[мп]. В[ольном] э[кон]. о-ве В. И. Гомилевского. — Санкт-Петербург : тип. т-ва «Общественная польза», 1887. — [2], 91 с.;
- Завод племенных свиней : Сост. по П. Стахову, Л. фон-Тидеманну, Б. Гарресу и др. В. Гомилевский. — Санкт-Петербург : П. П. Сойкин, [1907]. — 48 с.;
- Софора японская (Sophora Japonica L) как полезная культурная древесная порода и как первое из первых медоносных растений на юге России. — [Киев] : тип. А. Давиденко, аренд. Л. Штамом, [1887]. — 13 с.;
- Укрепление и облесение летучих песков : Руководство для земств и землевладельцев / Сост. Василий Гомилевский. — Одесса : тип. Л. Нитче, 1890. — [4], 105 с.;
- Организация хозяйства : (Пособие для устройства русских имений) / Сост. Василий Гомилевский. — Санкт-Петербург : П. П. Сойкин, ценз. 1901. — VIII, 336 с.;
- Берека (Pyrus torminalis, Duhamel) : Рус. забытая, но превосходная древесная порода / Сост. Василий Гомилевский. — Санкт-Петербург : тип. Канцелярии спб. градоначальника, 1887. — 27 с.;
- Типичный способ облесения оголённых от леса пространств на песчаных почвах Киево-Белорусского Полесья / Сост. Василий Гомилевский. — Киев : тип. П. Барского, 1895. — [4], 44 с. : ил.;
- Возделывание люпина, как средство возвысить плодородие и доходность малопроизводительных песчаных почв и летучих песков / Сост. Василий Гомилевский. — Санкт-Петербург : тип. В. Ф. Демакова, 1877. — [4], 76 с.;
- Вечнозелёные растения : Деревья, кустарники и некоторые многолет. растения для грунта, комнат, оранжерей и теплиц / Сост. Василий [И.] Гомилевский. — Петроград : П. П. Сойкин, [1915]. — 32 с.; 20. — (Садовая библиотека).
  - Вечнозелёные растения : Деревья, кустарники и некоторые многолет. растения для грунта, комнат, оранжерей и теплиц / Сост. Василий [И.] Гомилевский. — [Доп. изд.]. — Петроград : П. П. Сойкин, 1916. — 48 с.; 20. — (Садовая библиотека).
- Сильно колючие медоносные живые изгороди для пасек и др. угодий в северной, средней и южной полосах России / Сост. Василий Гомилевский. — [Петроград] : Журн. «Пчеловод. жизнь», [1916]. — [4], 24 с.;
- Правильное полеводство на русских песчаных и супесчаных почвах : Улучшение песчаных и супесчаных почв деятельностью растений и описание: видов, разновидностей и сортов с.-х. растений, приспособившихся к песчаным и супесчаным почвам : Руководство для землевладельцев / Сост. Василий Гомилевский. — Одесса : Имп. О-во сел. хоз-ва Юж. России, 1892. — [4], 223 с.;
- Австрийская чёрная сосна = (Pinus Laricio austriaca Ant.) : Свойства и лесоразведение этой породы : [Докл. в 1 Отд-нии [Имп. Вольно-экон. о-ва] 14 дек. 1889 г.] / Сост. Василий Гомилевский. — Санкт-Петербург : тип. В. Демакова, 1893. — 74 с.;
- Соль : Исслед. рус. богатства солью и употребление этого вещества: при различ. видах скотоводства, земледелии, в лес. хоз-ве, в пищу людей, пром-сти и др. / Сост. Василий Гомилевский. — Санкт-Петербург : А. Ф. Девриен, 1881. — [2], III, [5], 245 с.;
- Главнейшие ядовитые растения русской флоры, их врачебное и хозяйственное значение, а также пользование ими для борьбы с вредными насекомыми, крысами и мышами / Сост. Василий [И.] Гомилевский. — Петроград : П. П. Сойкин, [1915]. — 32 с.; 21. — (Садовая библиотека).
  - Главнейшие ядовитые растения русской флоры, их врачебное и хозяйственное значение, а также пользование ими для борьбы с вредными насекомыми, крысами и мышами / Сост. Василий [И.] Гомилевский. — Петроград : П. П. Сойкин, 1916. — 32 с.; 21. — (Садовая библиотека).
- Предугадывание поздних весенних заморозков (утренников) и способы предупреждения их в лесных и садовых питомниках, в виноградниках, садах, огородах, хмельниках и пр. / Сост. Василий Гомилевский. — Одесса : тип. А. Шульце, 1885/6. — 15 с.;
- Сельскохозяйственные пользования в лесах (древесное сено, лесная подстилка, вкусовые средства, древесные сенокосы, лесные пастбища по отношению отдельных животных) и временные лесные и сельскохозяйственные культуры в видах подъёма и производительности почвы / Сост. Василий Гомилевский. — Санкт-Петербург : изд. авт., 1897. — [4], 64 с.;
- Хозяйство в дубовых лесах, ради производства дубильного корья : Образование корьево-дубил. насаждений из обыкнов. дубовых лесов, разведение новых этого рода насаждений и обращение корьево-дубил. насаждений в хоз-во для пр-ва дубовых материалов : Руководство для лесовладельцев, сел. хозяев и кожев. з-дов / Сост. Василий Гомилевский. — Санкт-Петербург : Лештук. паровая скоропеч. П. О. Яблонского, 1900. — (2), II, 135 с. : ил.; 21.
- Тутовое дерево или шелковица (Morus alba et nigra L) : Свойства, полезность, разнообраз. употребление и разведение этого дерева в интересах рус. шелководства и облесения степей : Руководство для шелководов и вообще хозяев / Сост. Василий Гомилевский. — Одесса : «Славянская» тип. Н. Хрисогелос, 1894. — [2], II, 94 с.;
- Основание лесоразведения в степях Южной России : Акация (Robinia pseudoacacia L.), её история, употребления и лесоразведение : С прил. наставлений о степ. лесоразведении: дуба, ясеня, берестов, клёнов, айланта, гледичии, тополей и ив (верб) : Руководство для землевладельцев / Сост. Василий Гомилевский. — Одесса : Имп. О-во сел. хоз-ва Юж. России, 1880. — XI, [3], 271 с., 4 л. ил.;
- Культура ивы и корзиночное производство / Сост. В. Гомилевский. — Санкт-Петербург : П. П. Сойкин, [1907]. — 84 с. : ил.; 20. — (Сельскохозяйственная библиотека).
- Козоводство молочное и шерстное / Сост. В. Гомилевский. — Санкт-Петербург : П. П. Сойкин, [1909]. — 79 с. : ил.; 20. — (Сельскохозяйственная библиотека).
- Орошение садов и огородов / Сост. В. И. Гомилевский. — Санкт-Петербург : П. П. Сойкин, 1911. — 48 с. : ил.; 21. — (Садовая библиотека; Вып. 9).
- Значение плодосмена и севооборота / В. И. Гомилевский. — Санкт-Петербург : тип. «Рассвет», 1912. — 32 с.;
- Как устраивать газоны в садах и парках / Сост. В. И. Гомилевский. — Санкт-Петербург : П. П. Сойкин, 1907. — 20 с.;
  - Как устраивать газоны в цветниках, садах и парках / Сост. В. Гомилевский. — 2-е изд., [испр. и] доп. — Санкт-Петербург : П. П. Сойкин, 1912. — 32 с. : ил.; 21. — (Садовая библиотека; Вып. 5).
- Лекарственные растения, особенно выгодные для культуры в южных губерниях / В. И. Гомилевский. — Симферополь : Симфероп. отд. Имп. Рос. о-ва садоводства, 1918. — 60 с.;
- Красивейшие выносливые хвойные деревья и кустарники : Посадка и уход за ними в грунте / Сост. В. Гомилевский. — Санкт-Петербург : П. П. Сойкин, 1911. — 62 с. : ил.;
- Результаты опытов культуры сахарной свекловицы, произведённых на опытной станции и под её руководством в Гродзиске Привислинского края / В. Е. Гомилевский. — Киев : тип. Г. Л. Фронцкевича, 1901. — 56 с.;
- Как использовать излишек сахара и сахарной свекловицы, чтобы ослабить невыгоды перепроизводства сахара в России / В. И. Гомилевский. — Киев : тип. Р. К. Лубковского, 1902. — 29 с.;
- Как увеличить количество кормов в небольших хозяйствах : Практ. руководство для рус. сел. хозяев / Сост. В. И. Гомилевский. — Санкт-Петербург : П. П. Сойкин, [1914]. — 48 с. : ил.; 20. — (Библиотека сельского хозяина. Практические руководства по всем отраслям хозяйства; Вып. 7).
- Грецкий или воложский орех (Juglans regia D. C.) его польза и разведение / Сост. В. Гомилевский. — Одесса : тип. П. Францова, 1882. — 12 с.;
- Массовая сушка картофеля, как самостоятельное сельскохозяйственное техническое производство / Сост. Василий Гомилевский; Сев. с.-х. о-во. — Петроград : тип. Имп. Уч-ща глухонемых, 1915. — [2], II, 88 с. : ил.;
- О возвышении доходности плодовых садов посредством промежуточной культуры (между плодовыми деревьями) / [Соч.] В. И. Гомилевского. — Одесса : «Славян.» тип. Н. Хрисогелос, 1897. — [2], 20 с.;
- Грецкий или воложский орех = Juglans regia L. : Исслед. природы, техн. свойств, пользы и культуры этого дерева / [Соч.] Василия Гомилевского. — Одесса : Славян. тип. Н. Хрисогелос, 1894. — [4], 39 с.
- Выращивание семян сахарной и кормовой свекловицы и морковных / Сост. Василий Гомилевский; Киев. о-во сел. хоз-ва и с.-х. пром-сти. — Киев : тип. П. Барского, 1897. — [2], 50 с., 1 л. табл.;
- Искусственное рыборазведение : (С прил. хромолитогр. пл. и подробностей устройства рыбовод. з-да) / Сост. Василий Гомилевский, (чл.-кор. Учен. ком. М-ва зем. и гос. имущ.). — Санкт-Петербург : П. П. Сойкин, ценз. 1901. — 31 с., 2 л. ил. : ил.; 23. — (Сельскохозяйственная библиотека).
- Обзор хозяйственных мер по полеводству, луговодству, пастбищам, плодоводству, огородничеству и интенсивным культурам, в связи с указаниями журнала «Климат» о состоянии погоды в весеннем периоде 1903 года (март, апрель и май) / (Василий Гомилевский, зав. Отд. «С.-х. России» журн. «Климат»); «Климат». Сельскохозяйственная Россия. 2-е изд. — Санкт-Петербург : тип. Тренке и Фюсно, 1903. — 26 с.;
- Шелководство : Очерк южнорус. шелководства В. И. Гомилевского : (Извлеч. из кн. инж.-технол. Н. П. Мельникова: «О современном состоянии сельско-хоз. и заводской промышленности на Юге России в связи с выставкой 1884 г., в Одессе») / О-во сел. хоз-ва Юж. России. Выст. в Одессе 1884 г. — Одесса : Славян. тип., 1884. — 12 с.;
- Завод племенных свиней : Беспл. прил. к журн. «Сельск. Хозяин» за 1907 г. / Ред. Ф. С. Груздев; Изд. П. П. Сойкин. — Санкт-Петербург : П. П. Сойкин, [1907]. — 48 с.; 20. — (Сельскохозяйственная библиотека).
- Завод племенных свиней : Беспл. прил. к журн. «Сельск. Хозяин» за 1907 г. / Ред. Ф. С. Груздев; Изд. П. П. Сойкин. — Санкт-Петербург : П. П. Сойкин, [1907]. — 48 с.; 20. — (Сельскохозяйственная библиотека).
- Всероссийская выставка семян и машин (2; 1912; Петербург). Каталог Второй всероссийской выставки семян и машин для посева, очистки и сушки зерна, устроенной Северным сельскохозяйственным обществом в С.-Петербурге при содействии Главнаго управления землеустройства и земледелия, 15-30 января 1912 г., Михайловский манеж / сост. В. Гомилевский. — Изд. 2-е, испр. и доп. — С.-Петербург : Тип. «Разсвет», 1912. — 100, [1] с.;
- Кустарные промыслы Одесского уезда : Исследовал и описал по поручению Правительств. «Комис. по исслед. кустар. промыслов в России» Василий Гомилевский. — Санкт-Петербург, 1882. — IV, 1701—1907 с. ; 24 см. — (Кустарная промышленность (сельский промысел) Херсонской губернии ; Вып. 2)
- Предварительное естественное возобновление спелых сосновых лесов при посредстве постепенных рубок / В. Гомилевский. — Москва : тип. М. Г. Волчанинова, 1891. — 44 с. ;
- Физалис, можжуха или жидовская вишня (ягода) — Physalis Alkekengi L. как новое ягодное растение / В. И. Гомилевский. — Симферополь : тип. Тавр. губ. земства, 1915. — 25 с.
- Буковина в лесохозяйственном отношении / В. И. Гомилевский. — Петроград : тип. Петрогр. градоначальства, 1915. — 37 с. ;
- Совещание в Вене, по вопросам о снабжении армии продовольствием непосредственно от производителей / [Василий Гомилевский]. — [Санкт-Петербург, 1902]. — 57-65 с. ;
- Лесной отдел на Всероссийской выставке 1913 г. в Киеве / [Василий Гомилевский]. — [Санкт-Петербург] : тип. Спб. градоначальства, [1914]. — 28 с. ;
- Опыт корчевания пней катушечной машиной «монарх» и взрывчатыми веществами пироксилином и аммоникаюцитом : (Докл. Лесному о-ву 21-5-1911 г.) / [Василий Гомилевский]. — [Санкт-Петербург] : тип. Спб. градоначальства, [1912]. — 22 с. ;
- Цикорий (Cichorium Intybus L) : Его возделывание, фабрикация цикор. кофе и др. пользования растениями из рода «Cichorium» / Сост. Василий Гомилевский. — Киев : тип. П. Барского, 1894. — [1], II, 67 с. : ил. ;
- Врачебная самопомощь от многих болезней, достигаемая пользованием целебными свойствами некоторых хорошо известных растений : (Домаш. лечеб. средства горожан и сел. жителей) / Собр. Василий Гомилевский. — Одесса : тип. Л. Нитче, 1890. — 36 с. ; 23 см. — Библиогр. в прим.
- Галиция в лесохозяйственном отношении: лесистость страны и её частей; типы лесов; просветительные меры для правильного пользования лесными богатствами / В. Гомилевский. — Петроград : тип. Петрогр. градоначальства, 1914. — 20 с. ;
- К вопросу об оздоровлении городов утилизацией нечистот в интересах земледелия : (Суждение, вызв. предполагаемой канализацией г. Киева). — [Киев] : изд. К[иевск.] о-[во] с[ельск.] хоз., [1886]. — 33 с. ;
- Европейская торговля семенами и объектами размножения культурных растений : (Извлеч. из докл., чит. в заседании (7 апр.) Киев. о-ва садоводства) / [В. И. Гомилевский]. — [Санкт-Петербург] : тип. имп. спб. театров (Э. Гоппе), ценз. 1875. — 27 с. ;
- Современное состояние кустарной промышленности : (По данным кустар.-пром. выст. 1902 г.). Ст. 1-[3 / [В. Гомилевский]. — Санкт-Петербург, 1902]. — 3 т. ;
- Жук «капустоед» (Ceuthorhynchus sulcicollis Gyll) вредитель разных сортов капусты и особенно кочанной / В. Гомилевский. — Киев : Вед. сел. хоз-ва и с.-х. пром-сти, 1902. — [2], 9 с.
- Известково-песчаный кирпич / [В. Гомилевский]. — [Санкт-Петербург, 1901?].
- Топка Карио с оригинальной колосниковой решёткой / [В. Гомилевский]. — [Санкт-Петербург, 1901]. — 100—104 с., 2 л. черт. ;
- Теория образования снежных заносов и практические указания относительно борьбы с этим стихийным явлением / В. И. Гомилевский. — Санкт-Петербург : тип. С.-Петерб. градоначальства, 1898. — 18 с., 1 л. черт. ;
- Простейшие способы улучшения питьевой воды / [В. Гомилевский]. — [Санкт-Петербург, 1900]. — 51-67 с. ;
- Сушёные овощи и плоды : Ст. 1-[2 / В. Гомилевский. — Санкт-Петербург], 1903]. — 2 т. ;
- О китайском бобе (Soja hispida) и его значении для русского хозяйства / В. И. Гомилевский. — Санкт-Петербург : тип. т-ва «Обществ. польза», 1900. — 32 с. ;
- Порча и истребление хлебных запасов (зерна, крупы, муки и отрубей) насекомыми и паукообразными : Част. и общ. средства борьбы с этими вредителями хлеба. Ст. 1-[4] / [В. Гомилевский]. — [Санкт-Петербург, 1906. — 4 т. ;
- О сподручных веществах, служащих для удобрения почвы под плодовыми деревьями и о подкармливании старых плодовых деревьев : Сообщ. В. И. Гомилевского. — [Одесса] : тип. «Нов[орос]. тел[еграф]», ценз. 1885. — 6 с. ;
- Доклад Пятому съезду русских сельских хозяев В. И. Гомилевского, по вопросам: «о средствах к сохранению и обсуждению [! сбережению] лесов» и «о средствах к правильной эксплоатации лесов частных лесохозяев». — [Одесса] : тип. Л. Нитче, ценз. 1879. — 15 с. ;
- Чем и как заменять овес при кормлении лошадей / Сост. В. И. Гомилевский; Сев. с.-х. о-во. — Петроград : тип. «Рассвет», [1915]. — 19 с. ;
- Предугадывание поздних весенних заморозков (утренников) и способы предупреждения их в лесных и садовых питомниках, в виноградниках, садах, огородах, хмельниках и пр. / Сост. Василий Гомилевский. — Одесса : тип. А. Шульце, 1885/6. — 15 с. ;
- Сельскохозяйственные выставки 1913 года / Сост. В. И. Гомилевский. — Петроград : тип. В. Ф. Киршбаума (отд-ние), 1915. — 249 с.,
- Некоторые выставки и съезды, происходившие в 1912 г. и имевшие значение для сельского хозяйства / Сост. чиновником особ. поручений при главноуправляющем землеустройством и земледелием В. И. Гомилевским. — [Санкт-Петербург] : тип. В. Киршбаума, [1912]. — 64 с. ;
- Главнейшие сельскохозяйственные выставки и съезды в России в 1911 году / Сост. В. И. Гомилевским. — [Санкт-Петербург] : тип. В. Киршбаума, [1911]. — 5 с. ;
- Клещевина и её экономическое значение для России / Сост. чиновником особых поручений В. И. Гомилевским. — [Санкт-Петербург] : тип. В. Киршбаума, [1909]. — 18 с. ;
- Некоторые выставки 1909 г., имевшие значение для сельскохозяйственной промышленности / Сост. чиновником особых поруч. В. И. Гомилевским. — [Санкт-Петербург] : тип. В. Киршбаума, [1909]. — 33 с. ;
- Рабочая лошадь : Сб. ст / Под ред. князя С. П. Урусова; Сев. с.-х. о-во. — Петроград : Ком. Всерос. выст. рабочих лошадей, перевозоч. средств и упряжи, 1915. — [1], 129 с. : ил. ;
- Сушёные овощи и плоды : Ст. 1-[2. Ст. 1] 1903
- Сушёные овощи и плоды : Ст. 1-[2. [Ст. 2] 1903
- Современное состояние кустарной промышленности : (По данным кустар.-пром. выст. 1902 г.). Ст. 1-[1. [Ст. 1]. 1902
- Современное состояние кустарной промышленности : (По данным кустар.-пром. выст. 1902 г.). Ст. 1-[2. [Ст. 2]. 1902
- Современное состояние кустарной промышленности : (По данным кустар.-пром. выст. 1902 г.). Ст. 1-[3. [Ст. 3]. (Окончание) 1902
- Садовая библиотека / Под ред. П. Н. Штейнберга. 1915. — Петроград : П. П. Сойкин, [1915]. — 364 c. разд. паг. : ил. ;